# Dookoła Świata
Dookoła Świata – polski ilustrowany magazyn podróżniczo-społeczny, wydawany przez R.S.W. „Prasa-Książka-Ruch” w latach 1954–1976 w Warszawie. Wznowiony w 2011 i wydawany jako dwumiesięcznik. Od 2024 roku Dookoła Świata jako miesięcznik ukazuje się w wersji Online i jest dostępny w prenumeracie dla czytelników. Redaktorem naczelnym jest Agata Kosmalska. 

## Historia
Pismo powstało w 1954 jako czasopismo podróżnicze dla młodzieży. Stanowiło ówczesne „okno na świat”. O jego popularności świadczył nakład dochodzący do 350 tysięcy egzemplarzy. Pismo prezentowało publikacje z Polski, Europy i całego świata, przedruki trudno dostępnych książek, reportaże, wywiady. Miało swoich korespondentów na całym świecie. Ukazywały się korespondencje z Algierii, Węgier, Mongolii, Nigru, Taszkentu, Rumunii, Czukotki, Londynu, Bangkoku, Hongkongu, Rio, Baku, USA, ze wszystkich zakątków świata. Posiadało działy: „Panorama Sztuki”, „Galeria Dś”, popularnonaukowy „Skąd się to wzięło”, „Za adwokackim biurkiem”, „Świat, w którym (nie) żyjemy”, Sport i Życie, Polemiki, „Na spotkanie z techniką 2000 roku”, Księgarnia Dookoła świata, „Rozmowy o współczesności”, „Lądy i ludy”, „Ludzie i zawody jutra”.

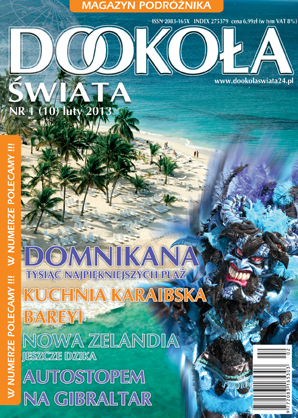

Redakcja czasopisma była inicjatorem i organizatorem wieloletnich akcji Autostop, koncertów wschodzących gwiazd: Karin Stanek, Czesław Niemen i innych.
Organizowano również konkursy pisarskie np. „Ja i mój dom”, „Ja i moje ideały”, „Moje 25-lecie”, „Ja i moje środowisko”. Fragmenty prac ukazywały się w piśmie, niekiedy zbiory najlepszych prac publikowano później w Wydawnictwie „Iskry”.
Redaktorami naczelnymi byli: Zbigniew Isaak, Zdzisław Wróblewski (z-ca), Zbigniew Jurkiewicz. Pismo tworzyli dziennikarze: Ryszard Bańkowicz, Ewa Berberyusz, Andrzej Bińkowski, Stefan Bratkowski, Henryk Frydlender, Wojciech Giełżyński, Andrzej Kantowicz, Ryszard Kapuściński, Stanisław Szwarc-Bronikowski, Jacek Bocheński, Jerzy Tepli, Lucjan Wolanowski, Jerzy Zieliński. Z Dookoła świata współpracowali również: Zenon Kosidowski, Hanna Krall, Stanisław Brodzki, Wiesław Górnicki, Stanisław Hadyna, Waldemar Łysiak, Henryk Nowogródzki, Jarosław Molenda, Wojciech Puchejda, Maciej Klósak.